# Тюрякулов, Кадир Тюрякулович
Кади́р Тюряку́лович Тюряку́лов (Тураку́лов) (1900 — 1 декабря 1960) — советский государственный деятель, промышленник, экономист.

## Биография
Родился в городе Коканде на территории современного Узбекистана. Происходит из подрода мангытай рода котенши племени конырат.
Учился в русско-туземной школе, окончив шестиклассное Кокандское высшее начальное училище, он затем 2 года с 1934 по 1936 гг. учился в отделении лёгкой промышленности Московской Промакадемии имени Сталина.
Образование незаконченное высшее экономическое.
С 1918 левый эсер, служил в Красной армии.
С 1920 член Коммунистической партии.
В 1921—1923 начальник Канибадамской волостной милиции Ферганской области.
В 1923—1924 председатель Ошского угорревкома Ферганской области.
В 1924—1925 заместитель председателя Кокандского исполкома[какого?].
В 1925—1927 заместитель председателя Андижанского окрплана Ферганской области.
В 1927 году женился на сестре первого наркома финансов Туркестанской Автономной Советской Социалистической Республики Акбара Исламова Камиле. В 1928 году у них родилась дочь Саида Тюрякулова.
В 1927—1928 управляющий «Узбекбирлашув» Кокандского округа.
В 1928—1931 директор Кокандского хлопзавода № 1.
В 1931—1933 заместитель управляющего «Узхлоптреста» УзССР.
В 1933—1934 заместитель председателя «Средазхлопкома» СССР.
В 1934—1936 студент Московской промакадемии имени Сталина.
В 1936—1938 заместитель наркома, затем нарком земледелия Таджикской АССР.
После расстрела его брата, Назира Тюрякулова, 12 февраля 1938 года Кадир Тюрякулов был арестован и репрессирован. Умер 31 ноября 1960 года в Пскенте, похоронен в городе Коканд.

## Семья и потомки
- Брат — Тюрякулов, Назир Тюрякулович — советский партийный, государственный деятель, дипломат, журналист, филолог. Полномочный представитель СССР в Королевстве Саудовская Аравия, нарком просвещения и председатель ЦИК Туркестанской Автономной Советской Социалистической Республики.
- Жена — Камила Исламова, сестра первого наркома финансов Туркестанской АССР Акбара Исламова, похоронена в городе Коканд.
- Дочь — Саида Кадировна Тюрякулова, похоронена в городе Коканд.
- Внук — Эльяр Туракулов (Мусабаев)[4] проживает в городе Коканде, Республика Узбекистан,[5].